# Lepus oiostolus
La liebre lanuda (Lepus oiostolus) es una especie de liebre de la familia Leporidae que vive en China, India, Nepal y Mongolia.

## Subespecies
- L. o. hypsibius. Blanford, 1875.
- L. o. oiostolus. Hodgson, 1840.
- L. o. pallipes. Hodgson, 1842.
- L. o. przewalskii. Satunin, 1907.[1][2]